# Großsteingrab Nottuln-Buxtrup
Das Großsteingrab Nottuln-Buxtrup (auch Großsteingrab Buldern) war eine megalithische Grabanlage der jungsteinzeitlichen Trichterbecherkultur bei Buxtrup, einem Ortsteil von Nottuln im Kreis Coesfeld (Nordrhein-Westfalen). Es wurde 1927 entdeckt und wohl wenig später zerstört. Das Grab befand sich 2,5 km nordöstlich von Buldern. Über Maße, Orientierung und den genauen Grabtyp liegen keine Angaben vor. Es ist lediglich vermerkt, dass es wahrscheinlich eine große Grabkammer besessen hatte. In der Anlage wurde ein Steinbeil gefunden.